# ميخائيل جي. سانتوس
ميخائيل جي. سانتوس (بالإنجليزية: Michael G. Santos)‏ هو مهرب مخدرات أمريكي، ولد في 15 يناير 1964 في سياتل في الولايات المتحدة.

## وصلات خارجية
- الموقع الرسمي